# Puentes de Khodaafarin
Puentes de Khodaafarin (en persa: پل خداآفرین‎; en azerí: Xudafərin körpüsü; en armenio: Խուդաֆերինի կամուրջ) son dos puentes medievales para cruzar el río Aras, construidos  en piedra y utilizando arcos múltiples, entre los siglos XI y XII. Los puentes están entre la frontera con Irán - dentro del condado de Khoda Afarin - en la orilla al suroeste y en Azerbaiyán - parte de la Raión de Cəbrayıl.  
En noviembre de 2020, Anar Karimov, ministro de cultura de Azerbaiyán, comunicó su intención de poder incluir los puentes y la ciudad de Shusha, recuperados recientemente por el gobierno, en el listado de lugares Patrimonio de la Humanidad de la UNESCO.

## Historia
Los puentes formaban parte de la República Socialista Soviética de Azerbaiyán, y de Azerbaiyán tras la independencia surgida tras la disolución de la Unión Soviética. 
Con la guerra del Alto Karabaj (1991-1994), Azerbaiyán perdió el dominio y este pasó a formar parte de la República de Nagorno-Karabakh no reconocida desde 1993. 
Durante el conflicto del Alto Karabaj de 2020, el 18 de octubre los puentes fueron tomados bajo control de Azerbaiyán según anunció su presidente İlham Əliyev por Twitter. El 16 de noviembre de 2020 presidente y primer vicepresidente de Azerbaiyán visitaron las regiones recientemente liberadas de Jabrayil y el puente de Khodaafarin.

## Diseño
Separados por una distancia de entre setecientos u ochocientos metros, el primer puente en ruinas tiene once arcos y fue construido entre el siglo XI y XII y está en las proximidades del embalse de Khoda Afarin construido por Irán. El segundo puente, más grande y que aún se mantiene en pie, tiene quince arcos y data del siglo XIII. La longitud del puente grande es de unos 200 metros, el ancho es de cuatro metros y cincuenta centímetros, el punto más alto está a diez metros sobre el nivel del agua. El gran puente se construyó con adoquines de río (rompeolas y bóvedas) y ladrillo cocido a escuadra (parapeto superior).  Los rompeolas para proteger los estribos del puente cuando sube el nivel del agua, son de planta triangular y están construidos con adoquines del río. En el reverso, los rompeolas tienen forma semicircular. 
El puente pequeño, al igual que el grande, utiliza afloramientos rocosos como estribos y, del mismo modo, tiene diferentes tamaños de luz. En la parte media del río, los vanos son más largos y, por lo tanto, más altos y más cercanos a las orillas, los vanos son más pequeños tanto en ancho como en alto. La longitud total del puente más pequeño es de 130 metros, el ancho es de 6 metros y la altura máxima es de 12 metros sobre el agua.

## Galería de fotos

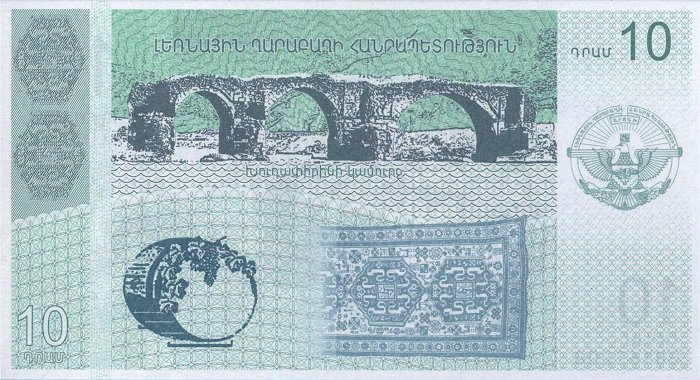
Billete de la República de Artaj.
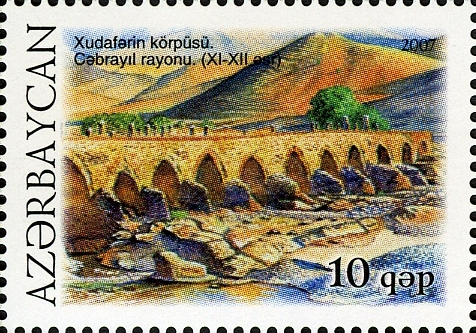
Sello de Azerbaiyán.
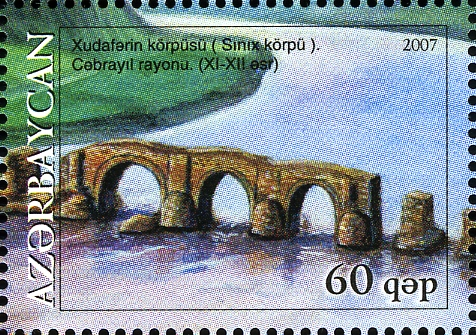
Sello de Azerbaiyán.
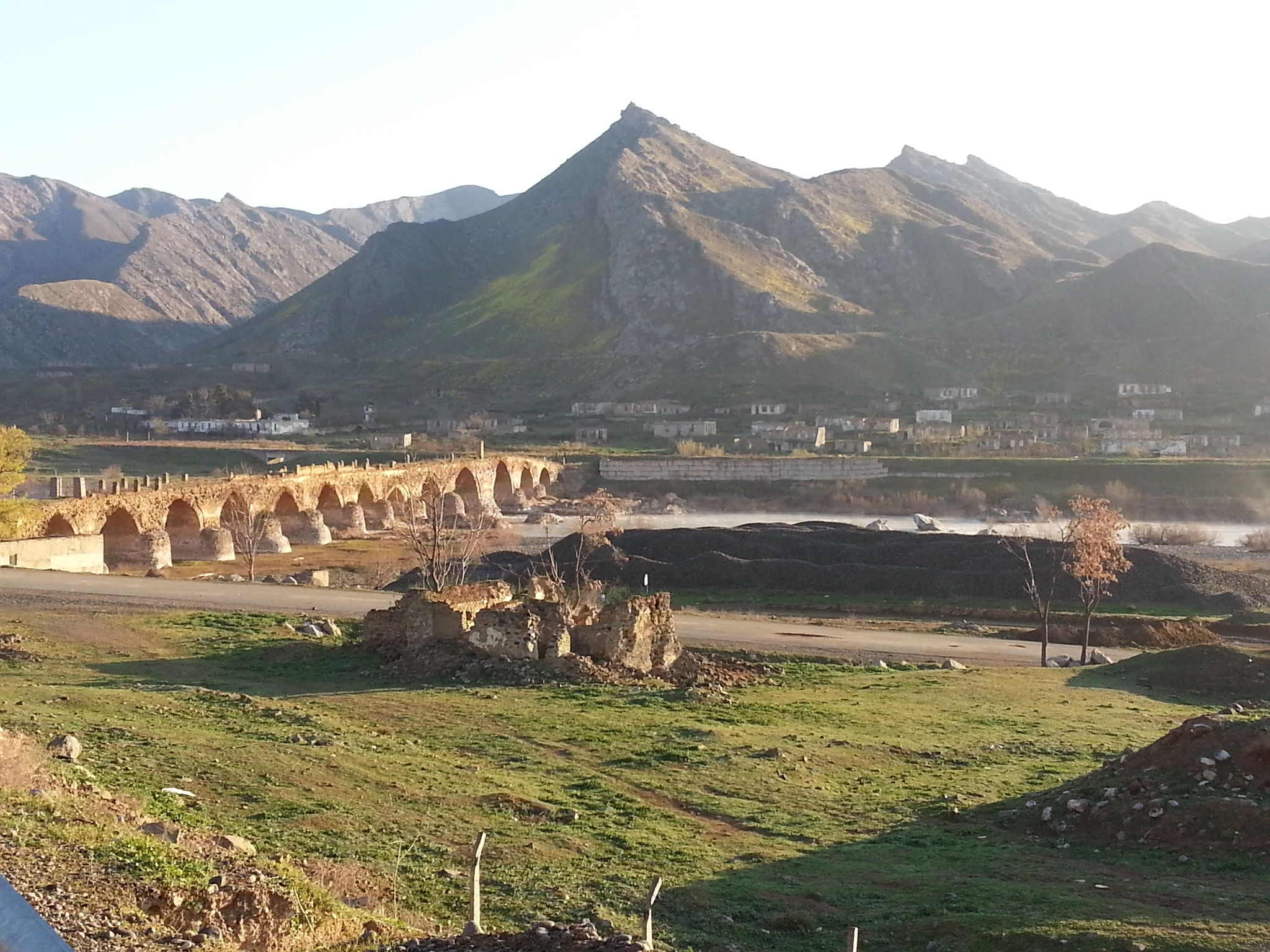
Vista desde una de las orillas del río.